# Sheffield (Iowa)
Sheffield és una població dels Estats Units a l'estat d'Iowa. Segons el cens del 2000 tenia 930 habitants.

## Demografia
Segons el cens del 2000, Sheffield tenia 930 habitants, 369 habitatges, i 259 famílies. La densitat de població era de 64,7 habitants/km².
Dels 369 habitatges en un 30,4% hi vivien nens de menys de 18 anys, en un 58,5% hi vivien parelles casades, en un 8,4% dones solteres, i en un 29,8% no eren unitats familiars. En el 27,6% dels habitatges hi vivien persones soles el 20,9% de les quals corresponia a persones de 65 anys o més que vivien soles. El nombre mitjà de persones vivint en cada habitatge era de 2,37 i el nombre mitjà de persones que vivien en cada família era de 2,86.
Per edats la població es repartia de la següent manera: un 23,4% tenia menys de 18 anys, un 6,8% entre 18 i 24, un 21,3% entre 25 i 44, un 22,9% de 45 a 60 i un 25,6% 65 anys o més.
L'edat mediana era de 44 anys. Per cada 100 dones de 18 o més anys hi havia 74,9 homes.
La renda mediana per habitatge era de 38.594 $ i la renda mediana per família de 48.472 $. Els homes tenien una renda mediana de 31.544 $ mentre que les dones 22.237 $. La renda per capita de la població era de 16.980 $. Entorn del 3,6% de les famílies i el 5,3% de la població estaven per davall del llindar de pobresa.

## Poblacions més properes
El següent diagrama mostra les poblacions més properes.